# Peratodonta brunnea
Peratodonta brunnea is een vlinder uit de familie tandvlinders (Notodontidae). De wetenschappelijke naam van deze soort is voor het eerst geldig gepubliceerd in 1904 door Aurivillius.
De soort komt voor in tropisch Afrika.